# هلوم
هلوم (به هلندی: Hellum) یک منطقهٔ مسکونی در هلند است که در اسلوخترن واقع شده‌است. هلوم ۶۰۰ نفر جمعیت دارد.